# Pontotoc megye (Oklahoma)
Pontotoc megye az Amerikai Egyesült Államokban, azon belül Oklahoma államban található. Megyeszékhelye és legnagyobb városa Ada. Lakosainak száma 38 065 fő (2020. április 1.). Pontotoc megye Seminole, Johnston, Murray, Hughes, Coal, McClain, Garvin és Pottawatomie megyékkel határos.

## Népesség
A megye népességének változása:
| Lakosok száma | 37 586 | 37 695 | 37 942 | 37 992 | 38 194 | 38 065 |
|               | 2010   | 2011   | 2012   | 2013   | 2015   | 2020   |